# William Cowper
William Cowper (Berkhamstead, 26 novembre 1731 – East Dereham, 25 aprile 1800) è stato un poeta inglese.

## Biografia
Figlio di un ecclesiastico, da giovane si dedicò per un breve periodo all'avvocatura.
La natura di William Cowper, soggetta fin dall'infanzia a crisi depressive che lo portarono ad un tentato suicidio nel 1763 ed a un biennio trascorso in manicomio, e ad un forte senso del peccato tipicamente calvinista, lo portò ad abbandonare la vita di città potendo così riallacciarsi alla antica tradizione anti-urbana e anti-cortigiana della poesia latina di Orazio, grazie ad un soggiorno presso l'ambiente rurale di Huntingdon. 
Tuttavia nell'opera Verses supposed to be written by Alexander Selkirk, during his abode in the island of Juan Fernandez, il poeta manifestò profondo timore di fronte alla solitudine e la presenza della divinità e di poca consolazione; sebbene nel suo regno Selkirk non abbia rivali, egli non ha nemmeno «...society, friendship and love». Nella poesia troviamo anche violente accuse all'ingiustizia e all'oppressione coloniale, che comprende ovviamente il tema della schiavitù.
Negli anni immediatamente successivi, Cowper pubblicò le due sue opere più famose, ossia The diverting history of John Gilpin (La spassosa storia di John Gilpin, 1782) e The task (Il compito, 1785), ispirate dalla sua compagna Lady Austen.
Nell'opera poetica (6 libri) The Task, a sfondo moralistico, politico e religioso, la denuncia di Cowper si estese anche alla povertà in Inghilterra, alla corruzione di Londra e alle tendenze belligeranti dei popoli. Se lo stile e i toni in alcuni passi mostrarono qualche influenza sia miltoniana sia di Alexander Pope, nell'insieme le liriche di Cowper si caratterizzarono per l'immediatezza del suo gusto epistolare.

## Al cinema
Alcune opere di Cowper diedero spunto a pellicole cinematografiche fin dall'epoca del muto.

### Filmografia
- John Gilpin's Ride, regia di Lewin Fitzhamon - cortometraggio del 1908 prodotto dalla britannica Hepworth